# African Stars
African Stars is een Namibische voetbalclub uit de hoofdstad Windhoek. In 2007 en 2010 werd de club bekerwinnaar.

## Erelijst
Beker van Namibië
Winnaar in 2008/09, 2009/10, 2014/15, 2017/18